# Daryush Shokof
Daryush Shokof (persisk:  داریوش شکوف) (født Ali Reza Shokoufandeh 25. juni 1954) er en iranskfødt kunstner, filminstruktør, filosof, forfatter, filmproducent, og sanger. Han blev født i Tehran, Iran, men bor og arbejder i Tyskland.
Shokof er kendt som den maksimalistiske bevægelses grundlægger og teoretiske ophavsmand. Bevægelsens teoretiske fundament blev først formuleret af Shokof, sådan som han skrev det i sine oneman-show katalog over malerier på Galleria Verlato i Milano, Italien i 1990. Han ville
”bringe uligevægt i kaosset = balance = liv = maksimalisme".
Shokof skrev et omfattende manifest med titlen Maksimalisme. Det blev offentliggjort i forskellige kataloger over hans oneman-shows, samt i katalogerne over maksimalisternes gruppe-shows i Europa og USA fra 1990 til 1993.
Denne tekst indledes, som citeret nedenfor, med yderligere formuleringer af Shokofs filosofiske tanker udledt af hans manifest, der fører til hans yekishim-ideologier senere i 1995.
”Maksimalisme tror på livet som det vigtigste fænomen, der optager menneskets tanker. Livet for en maksimalist er handlinger begået af enhver selvbevægelig skabning. Endvidere observerer en maksimalist skønhed eller det onde hos alle bevægelige skabninger, men forskriver sig ikke negativt til en tilstand af kaos i den forstand, at alle mulige bevægelser er ude af menneskets kontrol. Med andre ord, selvom vi ved, det er ikke menneskets afgørelse eller begær, der får verden til at dreje rundt, så er det dog lysten til livet, til positivt, konstruktivt og legende at fortsætte med at være.”
Shokof udviklede disse tanker i sine mere end 500 malerier udstillet på verdensplan og udviklede yderligere yekishimen, et ord dannet ud fra en blanding af de to persiske ord, "yeki = en" og "shim = at blive", så det betyder altså "at blive en". Yekishime er Shokofs endelige manifest. Yekishime er hans egen ideologi, som handler om, hvorfor mennesket er på planeten Jorden, hvilket han kun mener, der er én grund til, nemlig at nå "Yekishim", hvilket betyder ”for mennesker at blive en og forenet på jorden”.

## Filmografi
Denne filmografi inkluderer kun film, som er opregnet i IMDB.
| År   | Film                 |
| ---- | -------------------- |
| 1990 | Angels are Wired     |
| 1991 | Dogs are not allowed |
| 1996 | Seven Servants       |
| 1997 | Magass               |
| 2000 | Tenussian Vaccuvasco |
| 2003 | She Would...         |
| 2003 | Kiss, Long and Close |
| 2004 | Venussian Tabutasco  |
| 2005 | A2Z                  |
| 2006 | Asudem               |
| 2007 | Breathful            |
| 2007 | Smoqing              |
| 2008 | Epicalypse Now       |
| 2010 | Iran Zendan          |
| 2011 | Hitler's Grave       |
| 2012 | Strange Stranger     |
| 2012 | wordlessness         |
| 2012 | Flushers             |
| 2012 | Flushers 2           |
| 2012 | Suicidal Girl        |
| 2013 | MOON AND 8           |